# Sedentaria (Annelida)
Sedentaria é uma ordem de anelídeos da antiga classe Polychaeta, atualmente considerada parafilética, que inclui 31 famílias de animais suspensívoros e detritívoros. Majoritariamente marinhos, são agrupados em 3 ordens, Sabellida, Spionida e Terebellida. Apresentam palpos sulcados e ciliados que são utilizados para transportar as partículas de alimento até a boca, geralmente com alguma seleção de partículas, ao longo do caminho
Os Sedentaria constituem grupo taxonômico anteriormente considerado inválido, mas revalidado recentemente, contendo mais de 13.000 espécies. Inclui uma série de grupos principais, ainda que as relações entre eles não estejam totalmente resolvidas. Os filos antigos Echiura e Pogonophora (e Vestimentifera) estão classificados aqui, bem como várias outras formas tubícolas. Alguns podem perfurar substratos rígidos, principalmente calcário e madeira.
Animais de muitas espécies de Sedentarios têm cores vibrantes e formas exóticas, em especial vermes-espanador do grupo Sabellida e da espécie Spirobranchus giganteus (um Serpulidae), conhecida popularmente como poliqueta-árvore-de-natal. Por esse visual chamativo, comumente são utilizadas no aquarismo.

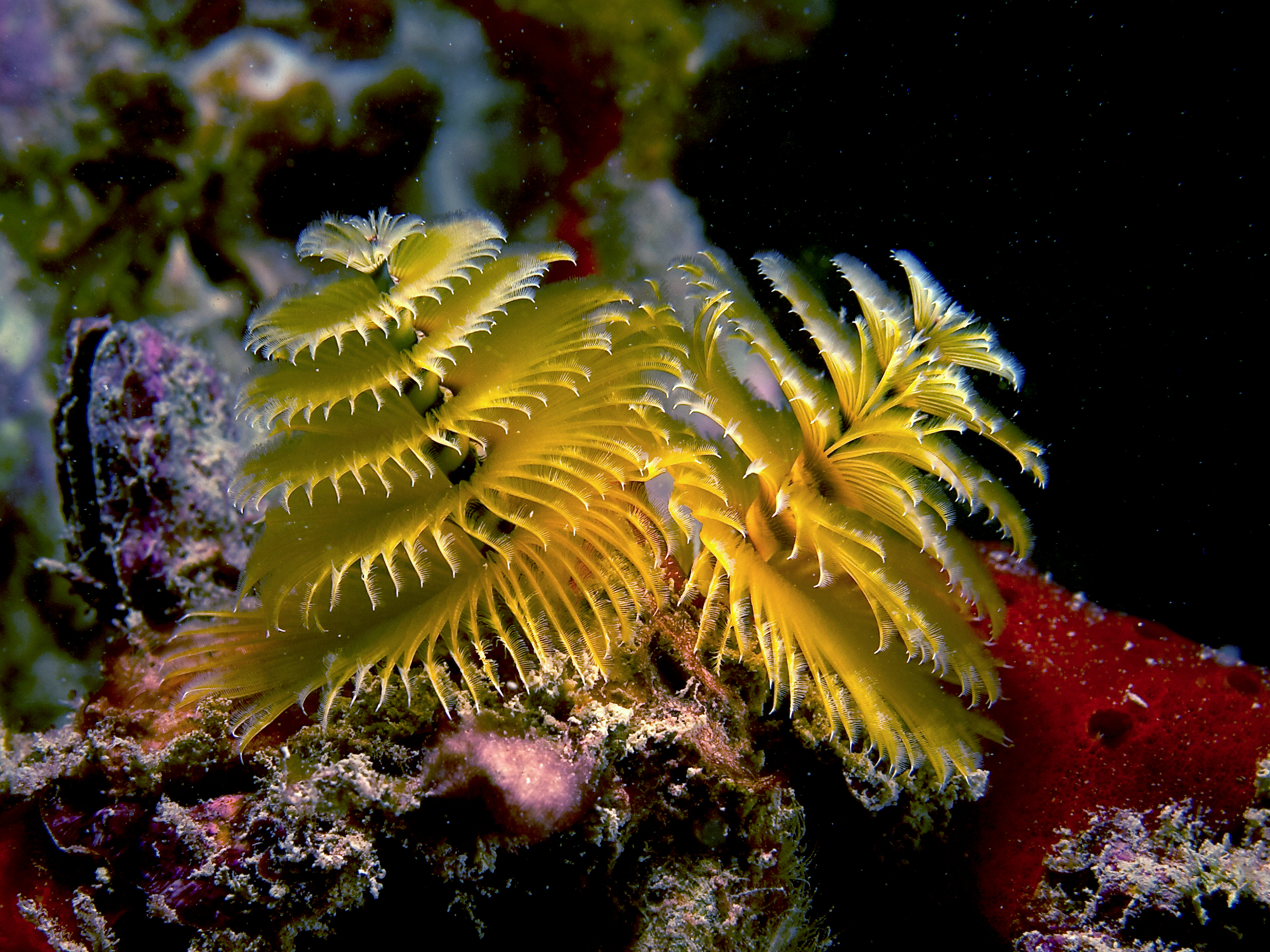
Spirobranchus giganteus (Ordem Sabellida)

## Morfologia
A primeira descrição morfológica de Sedentaria foi feita em 1818 por J. B. Lamarck em seu livro "Histoire naturelle des Animaux sans Vèrtebres". Nela, Lamarck descreve esse grupo como animais que vivem dentro de um tubo, e jamais saem dele. Não possuem olhos, mas possuem brânquias em uma das extremidades do corpo, geralmente na anterior. Seu tubo, normalmente fixo no solo marinho, pode ser de vários tipos, como membranosos, tubulares, frequentemente aglutinando partículas do sedimento, ou calcários, com variada ornamentação. O animal é alongado, vermiforme, e nas laterais há feixes de cerdas, geralmente muito curtas, ausentes no primeiro e no último anel, e também cerdas em formato de gancho, que servem para o animal se mover, dentro de seu tubo. 

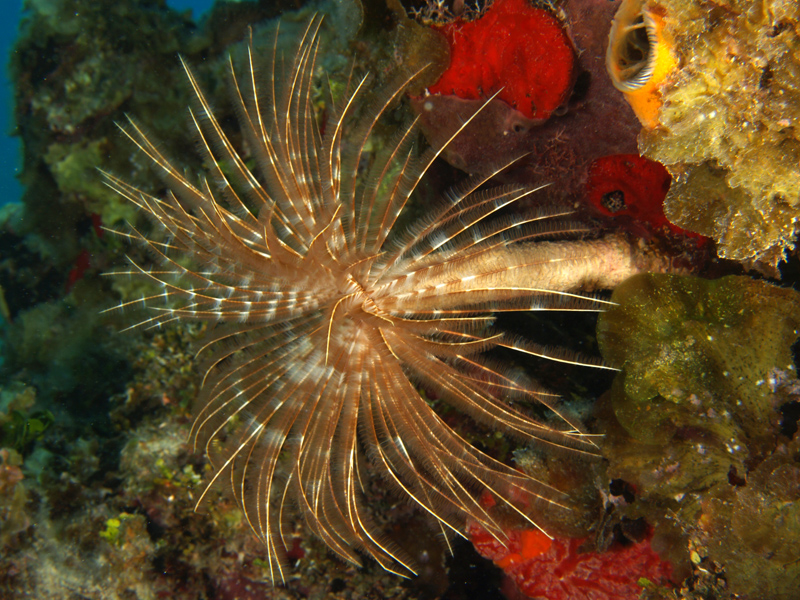
Sabellastarte magnifica (Ordem Sabellida)

### Tubo
O material dos tubos é uma proteína fibrosa, que tem a aparência e a textura de celofane, pergaminho ou seda. Material estranho, como lama, areia de quartzo, fragmentos de conchas, de plantas e de algas são frequentemente incorporados às paredes dos tubos, para aumentar sua resistência, camuflagem e como fonte de alimento. Alguns poliquetas que vivem em superfícies expostas calcificam seu tubo, formando conchas (Serpulidae).
Os tubos são protetores, mas também podem possuir outras funções. São geralmente presentes nos Sedentaria, mas também podem ser encontrados em alguns membros de Errantia (Diopatra por exemplo), que usam o tubo como uma toca, a partir da qual o animal emerge e captura presas que passam pelo local. O tubo proporciona acesso à água limpa e oxigenada, para seu ocupante subterrâneo. A adesão do tubo permite que o animal ocupe superfícies duras e expostas, como rochas, conchas ou corais.

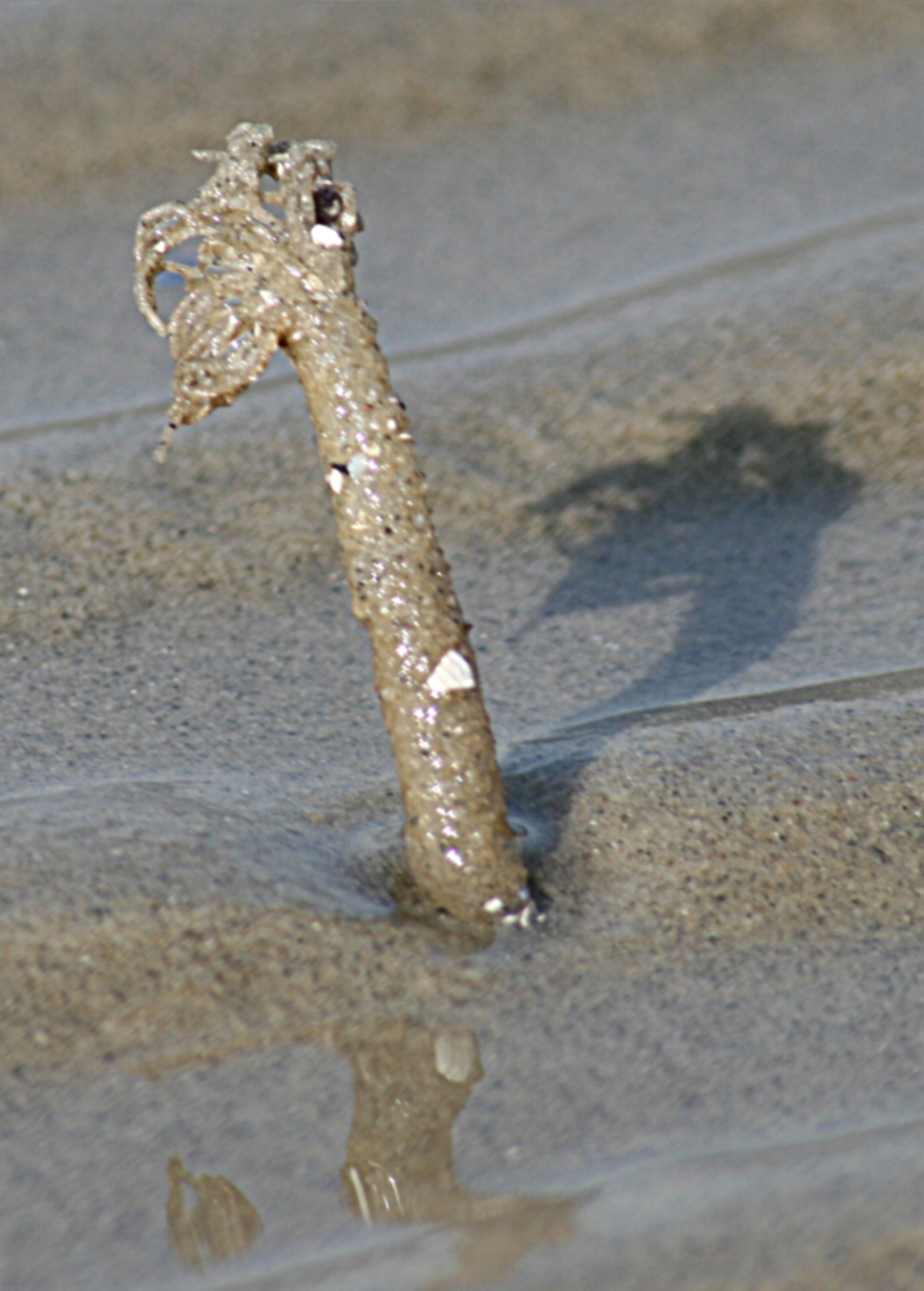
Tubo da espécie Lanice conchilega (Ordem Terebellida).

### Locomoção
A maioria dos sedentarios tubícolas é heterônoma e muitos, como os Terebelliformia, têm corpos muito moles e músculos relativamente fracos. Os parapódios  estão reduzidos, de forma que as cerdas são usadas para posicionar e ancorar o animal, dentro de seu tubo. Em geral, os movimentos dentro do tubo são realizados por ação peristáltica lenta do corpo, ou pelos movimentos das cerdas. Quando a extremidade anterior é estendida para alimentar-se, ela pode ser rapidamente retraída pelos músculos retratores especializados, enquanto a parte não exposta do corpo fica ancorada dentro do tubo. Os tubos dos sedentários conferem proteção e também sustentação a esses vermes de corpos moles, além de manter o animal adequadamente orientado em relação ao substrato. Alguns anelídeos constroem tubos compostos unicamente de suas próprias secreções. Os mais notáveis dentre esses construtores de tubos são os serpulídeos, que constroem seus tubos com carbonato de cálcio, secretado por um par de glândulas volumosas, situadas perto de uma dobra do peristômio, conhecida como colar. Os cristais de carbonato de cálcio são acrescentados a uma matriz orgânica; a mistura é moldada até o topo do tubo pelos lobos do colar e mantida em posição, até enrijecer.
Os sabelídeos, parentes próximos dos serpulídeos, produzem tubos membranosos ou pergamináceos com secreções orgânicas moldadas pelo colar. Alguns deles, como Sabella, misturam as secreções mucosas com partículas de sedimento de dimensões selecionadas, extraídas das correntes alimentares, e revestem o tubo com esse material. Vários outros grupos de anelídeos formam tubos semelhantes com partículas de sedimento, recolhidas de diversas formas e cimentadas com muco.
Alguns vermes sedentários conseguem escavar galerias, perfurando substratos calcários, como rochas, esqueletos de corais ou conchas de moluscos (p. ex., alguns membros das famílias Cirratulidae, Eunicidae, Spionidae e Sabellidae). Em condições extremas, a atividade dos anelídeos pode ter efeito deletério no “hospedeiro”. Por exemplo, Terebrasabella (um sabelídeo perfurador), que vive nas conchas dos abalones, pode levar os moluscos à morte, causando deformidades em suas conchas. Membros de diversas espécies de Polydora (Spionidae) frequentemente escavam galerias em vários substratos calcários (p. ex, conchas) e têm sido responsáveis por mortandade em cultivos comerciais de ostras na Europa, Austrália e América do Norte.

## Fisiologia

### Alimentação e Digestão

#### Suspensivoria
A maioria dos sedentários são suspensívoros. A suspensivoria consiste na remoção de partículas alimentares suspensas no meio circundante por algum tipo de mecanismo de captura, aprisionamento ou filtração. Esse mecanismo de alimentação tem três etapas básicas: transporte de água através das estruturas alimentares, remoção das partículas presentes na água e transporte das partículas capturas até a boca, sendo o critério de seleção o tamanho das partículas sendo determinados pela configuração da estrutura utilizada para capturá-las. A maioria das espécies tubícolas tem um mecanismo mucociliar, alimentando-se assim por uma coroa de tentáculos composta por palpos prostomiais ramificados, conhecidos como radíolos. À medida que a água repleta de alimento passa sobre os tentáculos, ela é puxada pelos cílios para cima entre as pínulas (ramos) dos radíolos. As partículas então são levadas junto com o muco ao longo de uma série de pequenos tratos ciliares existentes nas pínulas até o sulco situado ao longo do eixo principal de cada radíolo. O sulco é mais largo em seu orifício e sua largura diminui progressivamente até uma fenda estreita e profunda onde as partículas são selecionadas mecanicamente em três categorias de tamanho: as menores são transportadas à boca e ingeridas, as maiores são rejeitadas e as com dimensões intermediárias são armazenadas para serem utilizadas na construção do tubo.
Há também alguns membros da família Chaetopteridae, que estão entre os mais heterônomos de todos os anelídeos, que vivem em galerias com formato de “U”, dentro das quais movimentam a água a partir de leques notopodiais, os quais servem como pás para gerar corrente, enquanto uma outra região do corpo desses animais forma uma bolsa de muco que é atravessada pela água capturando partículas sendo posteriormente digeridas e levadas à boca, dando início à formação de uma nova bolsa.

#### Detritivoria ou Depositivoria

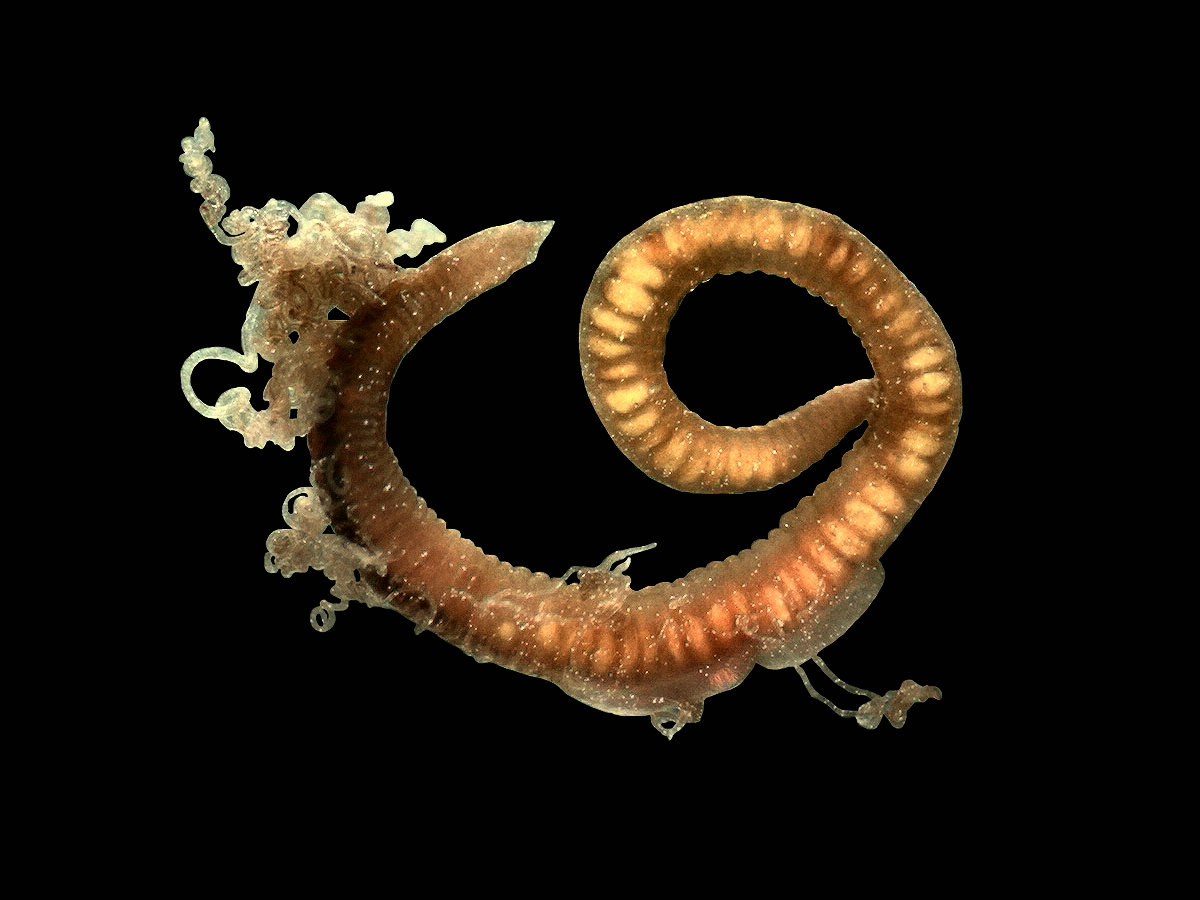
Cirratulus cirratus (Família Cirratulidae, ordem Terebellida)

Os sedentários detritívoros são os Terebellidae e os Cirratulidae. A maioria dos terebelídeos se estabelece em galerias rasas ou tubos permanentes. Os depositívoros seletivos são definidos por sua capacidade de selecionar eficazmente a matéria orgânica do sedimento antes de o ingerir (p. exp., algumas espécies de Terebellidae, Spionidae e Pectinariidae). Contudo, os métodos usados para fazer a seleção diferem entre os grupos. A maioria dos terebelídeos se estabelece em galerias rasas ou tubos permanentes.  Os tentáculos alimentares são palpos prostomiais sulcados estendidos sobre o substrato por rastejamento ciliar e podem ser recolhidos por músculos. Quando estão estendidos, seu epitélio secreta uma cobertura de muco, à qual a matéria orgânica selecionada do substrato adere. As bordas dos tentáculos enrolam para formar um sulco longitudinal, ao longo do qual o alimento e o muco são transportados por cílios até a boca.
Simbiose
Os siboglinídeos (vermes-de-barba) constituem uma família enigmática de anelídeos marinhos. Possuem bactérias simbióticas em seus corpos, a partir das quais eles obtêm sua nutrição. Isso foi descoberto primeiramente em Riftia pachptila pelo então estudante de graduação Collen Cavanaugh e seus colaboradores. Riftia e seus parentes vivem em águas ricas em sulfito nas proximidades das fontes hidrotermais ou dos vazadouros de metano, e as gamaproteobactérias quimioautotróficas simbiontes habitam a região do tronco conhecida como trofossomo. Esses simbiontes produzem ATP causando oxidação do sulfito e redução do CO2, em compostos orgânicos. A transferência da matéria orgânica dos simbiontes ao hospedeiro ocorre por translocação de aminoácidos e outros compostos liberados pelas bactérias e por digestão direta das células simbiontes. Aparentemente, os estágios de vida livre das bactérias são acolhidos por um trato digestivo transitório ou pela pele dos estágios juvenis iniciais dos vermes. Hoje em dia, um trofossomo com bactérias simbióticas foi identificado em todos os siboglonídeos estudados.

### Sistema Nervoso e Órgãos Sensoriais
O sistema nervoso dos sedentários, assim como na maioria dos Anelídeos, inclui um gânglio cerebral dorsal geralmente bilobado e localizado dentro do prostômio (parte anterior do corpo situada adiante da boca) além de conectivos circumentéricos pareados que estendem-se do gânglio cerebral ao redor do intestino anterior e unem-se em posição ventral ao gânglio subentérico. Os gânglios são arranjados ao longo de cordões nervosos - um par em cada segmento - e estão conectados por comissuras transversais. A partir de cada gânglio, os nervos laterais estendem-se à parede corporal e cada um tem o chamado gânglio pedal.
O cordão nervoso ventral e, algumas vezes, os nervos laterais da maioria dos anelídeos contêm alguns neurônios extremamente longos - ou fibras gigantes -  de grande diâmetro; esses neurônios facilitam uma condução rápida e direta de impulsos, ou seja, sem passar pelos gânglios, permitindo a contração rápida do corpo e sua retração para dentro do tubo, como é o caso nos sabelídeos e serpulídeos. 
A respeito de órgãos sensoriais, quase todos são sensíveis à substâncias químicas, estando a maior parte dos quimiorreceptores dispersos pelo corpo, tendendo a estar mais concentrados na cabeça e nos apêndices, além de alguns vermes apresentarem depressões ou fendas ciliadas conhecidas como órgãos nucais, localizadas em posição posterior na superfície dorsal do prostômio. Já os receptores táteis estão distribuídos pela superfície corporal, sendo concentrados em áreas como os apêndices cefálicos, partes dos parapódios e cerdas. Muitos sabelídeos e serpulídeos têm olhos simples, ou mesmo compostos, acentuadamente semelhantes aos dos artrópodes, que estão situados nos tentáculos da coroa branquial e reagem às reduções súbitas da intensidade da luz retraindo-se para dentro de seus tubos quando condicionados à sombra, ajudando esses animais sedentários a evitar predadores, quando por exemplo um peixe nada acima de suas cabeças. Alguns destes vermes também possuem um par de ocelos pigidiais. Sob tensão, esses animais abandonam os seus tubos e rastejam para trás, com o pigídio transformado numa cabeça funcional. Geralmente os ocelos prostomiais são cálices pigmentados cujas paredes se compõe de fotorreceptores em bastonete (microvilosidades modificadas), células pigmentares e células de sustentação.
Além disso, em alguns terebelídeos, arenicolídeos e sabelídeos é comum observar estatocistos, que possuem função de manter o equilíbrio ou “sensor de gravidade”; a maioria tendo apenas um par localizado perto da cabeça, podendo ser fechados ou abertos para o exterior, e o estatólito pode ser uma estrutura secretada ou formada a partir de material extrínseco, como grãos de areia. Estudos experimentais demonstraram que os estatocistos de alguns anelídeos servem como georreceptores e ajudam a manter a orientação apropriada quando seu portador está cavando ou construindo um tubo.

### Circulação
Considerando a compartimentalização de suas câmaras celômicas e o fato de que apenas certas porções do seu trato digestivo absorvem produtos alimentares digeridos, é essencial que exista um mecanismo circulatório para o transporte interno e a distribuição de nutrientes nesses vermes. Além disso, muitos sedentários possuem suas estruturas para troca gasosa limitadas a determinadas regiões do corpo; por isso, eles dependem do sistema circulatório para o transporte interno de gases.
Na maioria dos casos, na região do estômago e do intestino anterior, o vaso dorsal foi substituído por um espaço sanguíneo volumoso conhecido como seio do trato digestivo. Em geral, o vaso dorsal continua em direção anterior a partir desse seio e frequentemente forma um anel, que se comunica com o principal vaso ventral. Nos sabelídeos e serpulídeos, um único vaso com extremidade fechada estende-se a cada um dos tentáculos branquiais. O sangue flui para dentro e para fora desses vasos branquiais que, em alguns animais (p, ex., serpulídeos), estão equipados com válvulas que impedem o fluxo retrógrado para dentro do vaso dorsal. Esse fluxo sanguíneo bidirecional dentro dos mesmos vasos é muito diferente do sistema de troca capilar da maioria dos sistemas vasculares fechados. Alguns anelídeos desenvolveram estruturas especializadas de bombeamento do sangue e são especialmente bem desenvolvidas em certos animais que vivem dentro de tubos, nos quais eles compensam o efeito reduzido dos movimentos corporais gerais na circulação.
Quando o pigmento respiratório está presente, ele geralmente é algum tipo de hemoglobina, embora as clorocruorinas sejam comuns em algumas famílias (p. ex., sabelídeos e serpulídeos), podendo apresentar mais de um tipo num mesmo animal.     

## Caracterização dos grupos e Diversidade
A subclasse Sedentaria é composta pelas seguintes Ordens:

### Sabellida

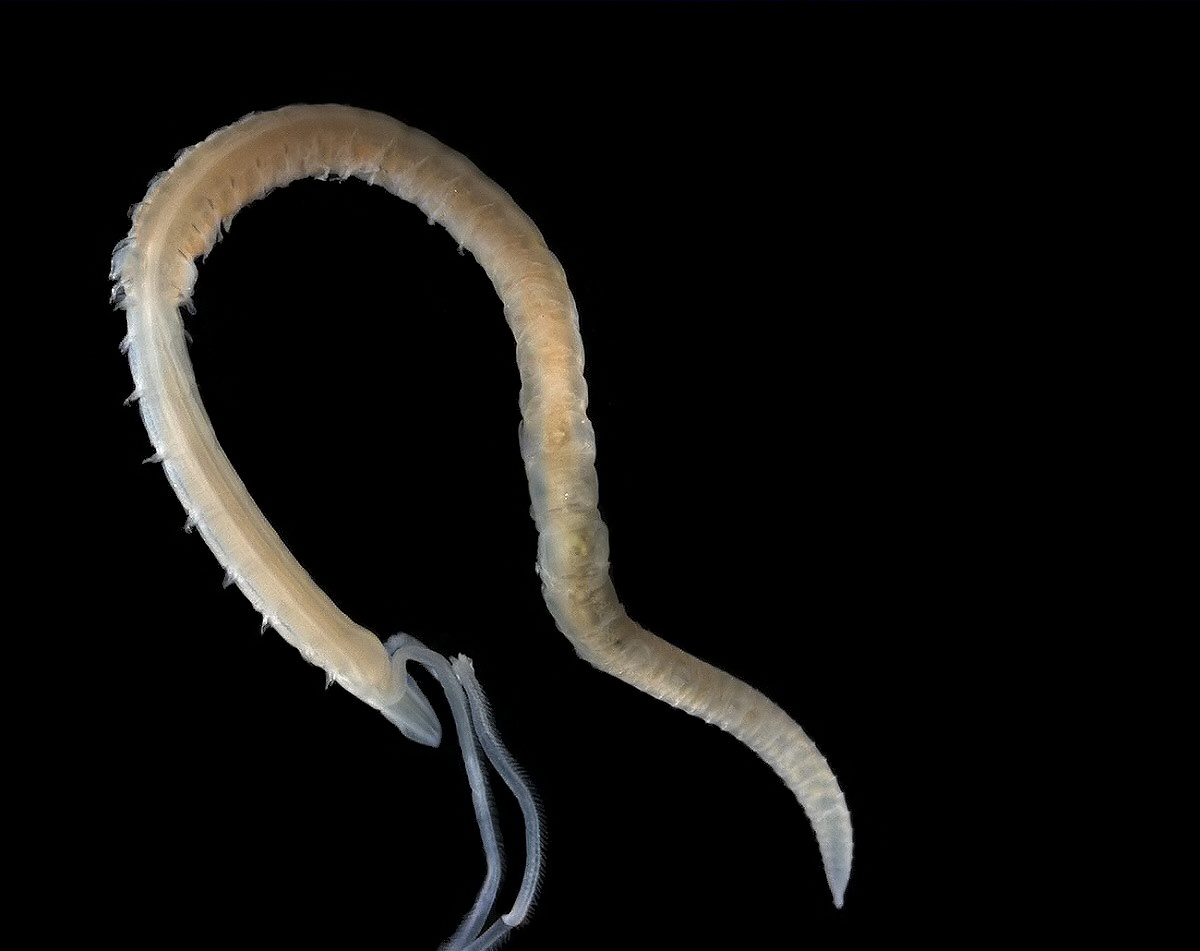
Magelona johnstoni (Ordem Spionida).

Contém cerca de 460 espécies. Conhecidos comumente como vermes-espanador. Os sabelídeos vivem nos sedimentos, em tubos mucosos, e são comuns em todas as profundidades. O corpo é heterônomo, dividido em tórax e abdome, com 3 a 300mm de comprimento. São suspensívoros com uma coroa de tentáculos, na forma de tiara, funil, espiral ou franja bilobada. Prostômio e peristômio são fundidos.

### Spionida
Inclui cerca de 527 espécies. São caracterizados por possuírem apenas um par de palpos sulcados, corpo fino, alongado e homônomo. A maioria é perfurante, ou forma tubos delicados, na areia ou lama. Alguns perfuram substratos calcários, inclusive rochas e conchas de moluscos.

### Terebellida
Inclui cerca de 535 espécies. Vivem em tubos, embora muitos sejam perfurantes ou “rastejadores”, e outros até sejam capazes de nadar. Estes animais, geralmente, ocupam sedimentos marinhos, de águas superficiais Quando esses animais são perturbados, os tentáculos - comumente em cores brilhantes - são retraídos de volta ao tubo. Albinelídeos e Anfaratídeos são capazes de recolher os tentáculos bucais, para o interior da cavidade bucal. Em geral, possuem três pares de brânquias. O corpo comumente consiste em duas regiões bem demarcadas. Não há cabeças, geralmente tem parapódios  (projeções laterais carnosas, da parede do corpo) birremes, contendo uma parte dorsal, o notopódio, e outra ventral, o neuropódio; e o abdome é longo, afilado e contém apenas neuropódios (p. ex., Amaeana, Amphitrite, Pista, Euthelepus, Parathelepus).

## Taxonomia
Reino: Animalia
- Filo: Annelida
  - Classe: Polychaeta
    - Subclasse: Echiura
    - Subclasse: Errantia
    - Subclasse: Polychaeta Incertae sedis
      - Infraordem: Oweniidae

    - Subclasse: Sedentaria
      - Infraclasse: Canalipalpata
        - Ordem: Sabellida
        - Ordem: Spionida
          - Subordem: Spinioformia
            - Família: Chaetopteridae
            - Família Magelonidae

        - Ordem: Terebellida
          - Subordem: Cirratuliformia
          - Subordem: Terebellomorpha
            - Família Sabellariidae

      - Infraclasse: Scolecida

## Filogenia
Por muito tempo, tinha-se como base uma filogenia do final do século XX, na qual Annelida era dividida em Polychaeta e Clitellata. Dentro de Polychaeta havia Palpata (Canalipalpata e Aciculata) e Scolecida, onde estavam vários dos grupos que hoje conhecemos como Sedentaria. Mais recentemente, outro estudo  dividiu Annelida em Pleistoannelida (Errantia e Sedentaria) e mais cinco grupos basais (Sipuncula, Amphinomida, Chaetopteridae, Magelonidae e Oweniidae). Sedentaria passou a ser então uma grande classe dentro de Annelida, que abrange grupos como Sabellida, Spionida, Terebellida, Clitellata, Echiura, entre outras. 